# Nymphaea caerulea
Nymphaea caerulea, también conocida como loto de Egipto, loto azul egipcio o nenúfar azul, es una especie de planta acuática perteneciente a la familia de las ninfáceas.

## Distribución geográfica
Su hábitat original puede haber sido a lo largo del Nilo y otras áreas del Este de África. Se extendió ya en tiempos antiguos a otros lugares como Tailandia y el Subcontinente Indio. Se puede confundir con el loto (Nelumbo nucifera), ya que puede ser erróneamente conocida por este nombre y en realidad se trata de una especie de nenúfar tropical. Históricamente ha sido conocido como el loto sagrado, sobre todo por su veneración entre los antiguos egipcios, nubios, abisinios y otras civilizaciones del África histórica del mundo antiguo.

## Descripción
Las hojas son ampliamente redondas de 25-40 cm de ancho, con una muesca en la hoja del tallo. Las flores son de 10-15 cm de diámetro. Informes efectuados por personas familiarizadas con su actual ciclo de crecimiento y floración han sugerido que las flores se abren en la mañana, llegando a la superficie del agua, a continuación, se cierran y se hunden en el crepúsculo.  En realidad, los capullos alcanzan la superficie durante un período de dos a tres días, y cuando están listos, se abren.  Las flores y capullos no se elevan por encima del agua en la mañana, ni se sumergen en la noche. Las flores tienen los pétalos de color pálido a blanco azulado cielo azul, cambiando a un color amarillo pálido en el centro de la flor.

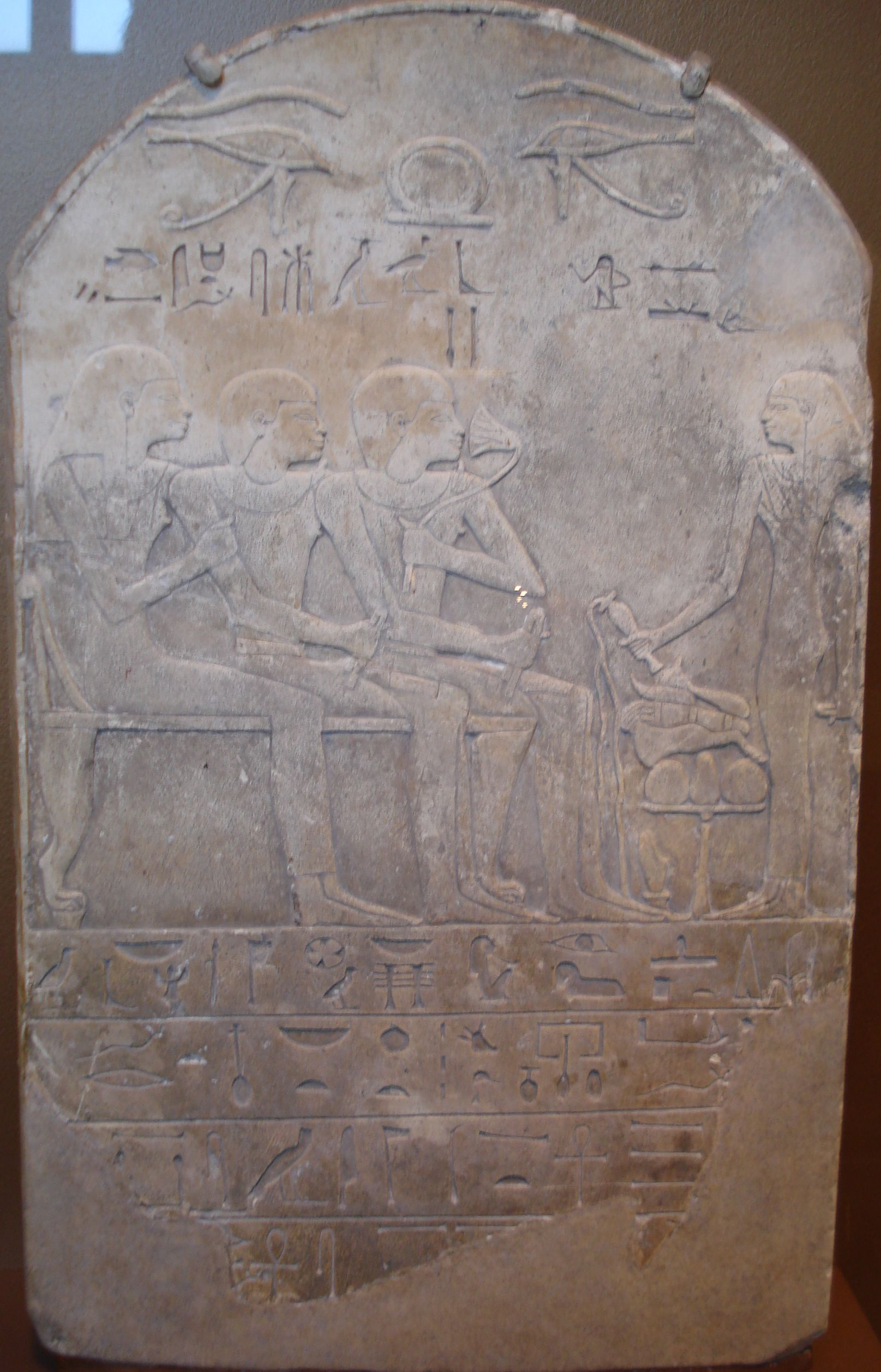
Estela funeraria con una anciano egipcio esnifando la planta sagrada.

## Historia
El loto azul se consideró muy importante en la mitología egipcia, ya que se abría con la luz y se cerraba con la oscuridad. Este proceso lo ligaba al sol, como un renacimiento diario. 
El loto azul, debido a que brota en aguas estancadas, por su forma y colores que simulan el cielo, se identificó (de manera similar a un huevo) con el contenedor original del dios solar Atum, que había surgido del océano primigenio.
En la cosmogonía de la Ogdóada, se creó el montículo sobre el cual engendraron el huevo del que surgió otro dios solar: Ra. Fue también el símbolo del dios egipcio Nefertum.
Esta planta se emplea en perfumería y aromaterapia.
Estudios recientes han demostrado que tiene propiedades psicoactivas, por lo que se piensa que pudo haber tenido uso ritual en el Antiguo Egipto y en algunas culturas antiguas de América del Sur. Las dosis de 5 a 10 gramos de flores inducen una ligera estimulación, un cambio en los procesos de pensamiento y un aumento de la percepción visual. Investigaciones con análisis comparativos han mostrado que los niveles de nuciferina son significativamente más altos en muestras verificadas de Nymphaea caerulea cultivadas en el UC Botanical Garden en comparación con algunas flores vendidas en línea como loto azul egipcio. Esto sugiere que muchas de las flores comercializadas no corresponden a la verdadera especie egipcia.
Nymphaea caerulea es una pariente lejana del loto sagrado (Nelumbo nucifera), y tiene principios activos similares. Una planta y la otra contienen alcaloides: nuciferina y aporfina.
Sus efectos psicoactivos hacen del loto azul uno de los candidatos a ser identificados como la planta de los lotófagos de la Odisea.

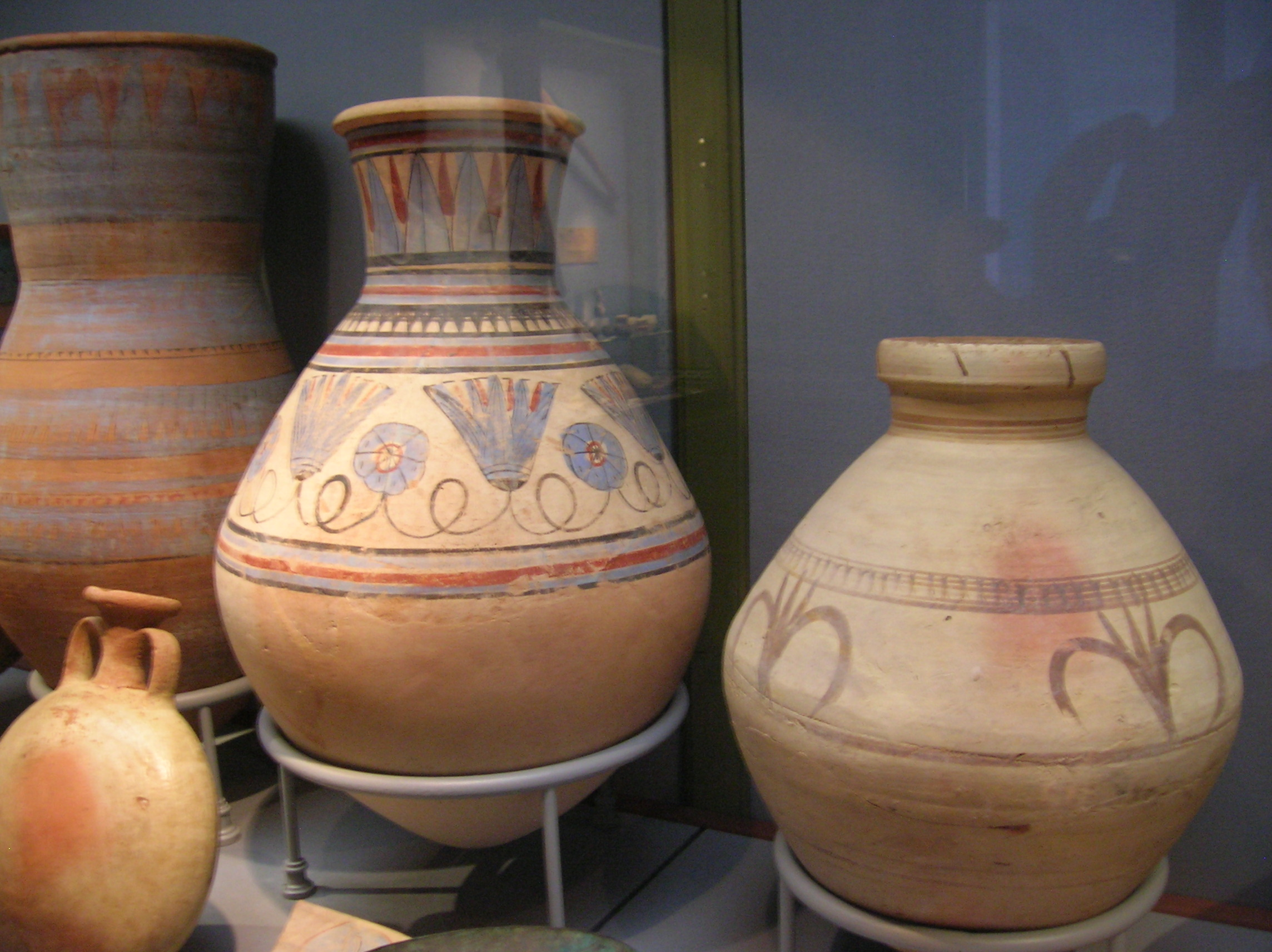
Vasos egipcios representando Nymphaea caerulea.

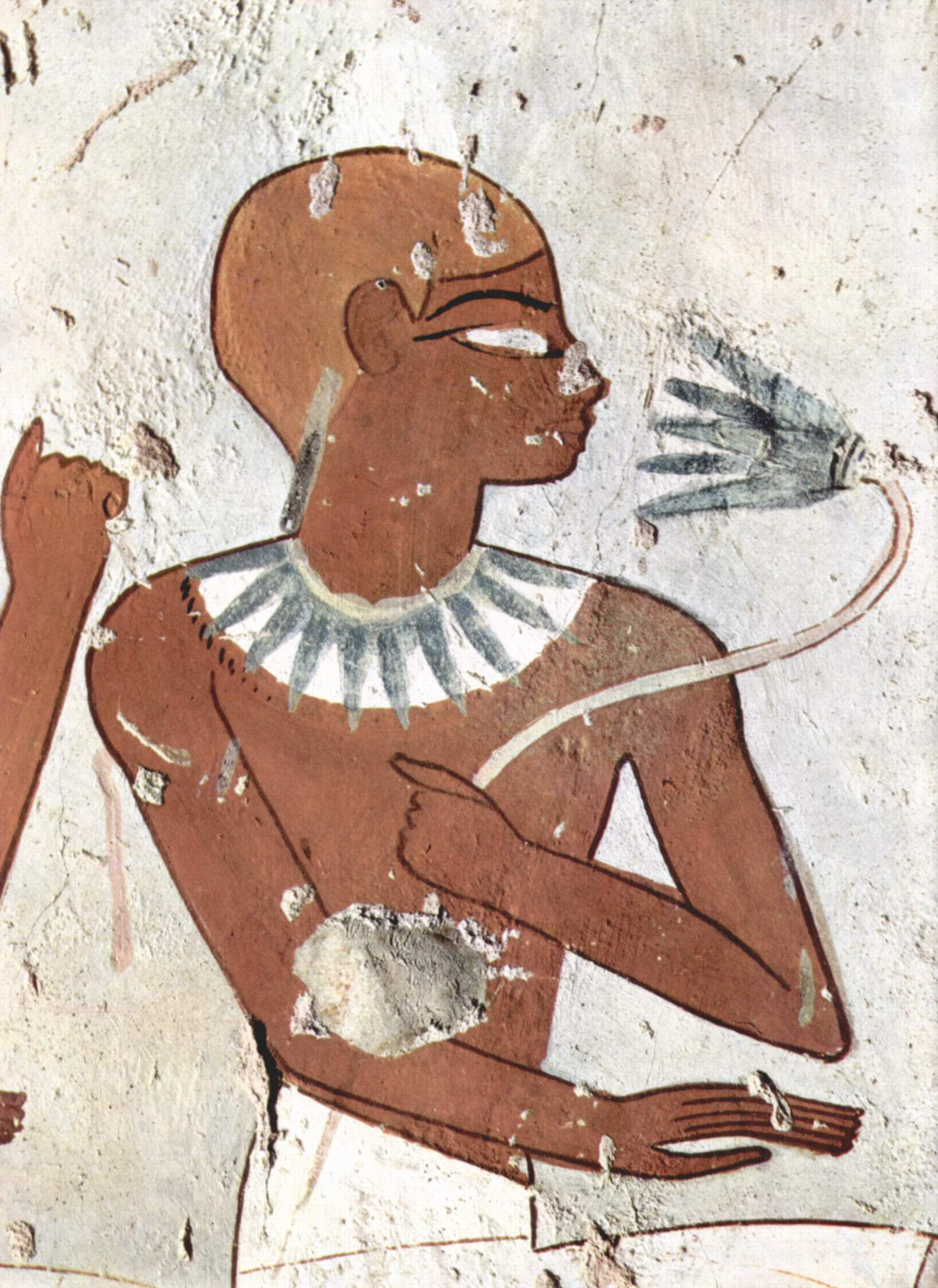
Detalle de un banquete esnifando el loto sagrado en la tumba de Nebseni.

## Sinonimia
Castalia zanzibariensis (Casp.) Britton
Leuconymphaea zanzibariensis (Casp.) Kuntze
Nymphaea capensis var. zanzibariensis (Casp.) Conard
Nymphaea colorata Peter
Nymphaea colorata var. parviflora
Nymphaea grandiflora Peter
Nymphaea nouchali var. zanzibariensis (Casp.) Verdc.
Nymphaea pandiflora Peter
Nymphaea polychroma Peter
Nymphaea purpurascens Peter
Nymphaea sphaerantha Peter
Nymphaea stellata var. zanzibariensis (Casp.) Hook.f.
Nymphaea zanzibariensis Casp.
Nymphaea zanzibariensis var. pallida Peter
Castalia scutifolia Salisb.
Nymphaea calliantha Conard
Nymphaea calliantha var. tenuis Conard, 1904
Nymphaea capensis Thunb.
Nymphaea capensis var. alba K.C.Landon
Nymphaea engleri Gilg
Nymphaea magnifica Gilg
Nymphaea mildbraedii Gilg
Nymphaea muschleriana Gilg
Nymphaea nelsonii Burtt Davy
Nymphaea nouchali var. caerulea (Savigny) Verdc.
Nymphaea nubica Lehm.
Nymphaea scutifolia (Salisb.) DC.
Nymphaea spectabilis Gilg
Nymphaea radiata Bercht. & Opiz, 1825;
Nymphaea abbreviata Guill. & Perr., 1831;
Nymphaea poecila Lehm., 1852; ?
Nymphaea discolor Steud. ex Lehm., 1853;
Nymphaea caerulea var. albiflora Casp., 1877;
Nymphaea calliantha Conard, 1904;
Nymphaea caerulea var. versicolor T. Durand & H. Durand, 1909;
Nymphaea cyclophylla R.E. Fr., 1914;
Nymphaea calliantha var. nelsonii Burtt Davy, 1924;
Nymphaea nouchali var. mutandaensis Verdc., 1989)